# Камата, Мицуо
Мицуо Камата (яп. 鎌田 光夫 Камата Мицуо, род. 16 декабря 1937[…], Ибараки) — японский футболист и тренер. Выступал за национальную сборную (1958—1969). Бронзовый призер Олимпийских игр в Мехико 1968.

## Клубная карьера
На протяжении своей футбольной карьеры выступал за клуб «Фурукава Электрик» (ныне «ДЖЕФ Юнайтед Итихара Тиба»), за который стал играть после окончания университета Чуо в 1960 году. В первом же сезоне в составе команды он стал обладателем Кубка Императора, затем повторив успех в 1961 и 1964 годах. В 1965 году «Фурукава Электрик» вошла в состав созданной японской футбольной лиги, где поначалу держалась в группе лидеров. В 1974 году Камата завершил игровую карьеру. Всего он провел 106 матчей и забил 6 голов в чемпионате, а также трижды был включен в символическую сборную лиги в 1967, 1968 и 1969.

## Карьера в сборной
25 декабря 1958 года, когда Камата был студентом, состоялся его дебют за сборную Японии против Гонконга. Его вызывали в расположение национальной команды на матчи квалификации к Олимпийским играм (1960) и отборочные матчи к чемпионату мира по футболу (1962 и 1970). В 1964 году он выступал на Олимпийских играх, проходивших в Токио. А в 1968 году завоевал бронзовые медали летних Олимпийских игр в Мехико. Также Камата играл на Азиатских играх 1962. Всего за сборную Японии он провел 44 игры и забил 2 гола, завершив выступления в 1958 году.

## Тренерская карьера
После окончания игровой карьеры Камата стал преемником Сабуро Кавабути на посту главного тренера «Фурукава Электрик» в 1976 году и управлял клубом до 1978 года. В дебютном сезоне команда выиграла чемпионат страны, Кубок Императора, а в следующем — Кубок лиги. В 1981 году подписал контракт с клубом региональной лиги «Cosmo Oil Yokkaichi». Он привел клуб к выходу во второй дивизион японской футбольной лиги в 1986 году. Ушел в отставку в 1991 году. В 2007 году был введен в Зал славы японского футбола.

## Достижения

### Командные
«Фурукава Электрик»
- Обладатель Кубка Императора: 1960, 1961, 1964

### Международные
Сборная Японии
- Олимпийских игр: 1968

### Тренерские
«Фурукава Электрик»
- Чемпион Первого Дивизиона Японской футбольной лиги: 1976
- Обладатель Кубка Императора: 1976
- Обладатель Кубка японской футбольной лиги: 1977

### Личные
- Символическая сборная Первого Дивизиона Японской футбольной лиги: 1967, 1968, 1969
- Зал славы японского футбола

## Статистика

### В клубе
| Сезон | Клуб              | Лига                         | Матчи | Голы |
| ----- | ----------------- | ---------------------------- | ----- | ---- |
| 1965  | Фурукава Электрик | Чемпионат Японии. Дивизион 1 | 14    | 2    |
| 1966  | Фурукава Электрик | Чемпионат Японии. Дивизион 1 | 14    | 0    |
| 1967  | Фурукава Электрик | Чемпионат Японии. Дивизион 1 | 14    | 1    |
| 1968  | Фурукава Электрик | Чемпионат Японии. Дивизион 1 | 13    | 0    |
| 1969  | Фурукава Электрик | Чемпионат Японии. Дивизион 1 | 14    | 1    |
| 1970  | Фурукава Электрик | Чемпионат Японии. Дивизион 1 | 13    | 1    |
| 1971  | Фурукава Электрик | Чемпионат Японии. Дивизион 1 | 14    | 1    |
| 1972  | Фурукава Электрик | Чемпионат Японии. Дивизион 1 | 7     | 0    |
| 1973  | Фурукава Электрик | Чемпионат Японии. Дивизион 1 | 3     | 0    |
| 1974  | Фурукава Электрик | Чемпионат Японии. Дивизион 1 | 0     | 0    |
| Итого | Итого             | Итого                        | 106   | 6    |

### В сборной
| Сборная Японии | Сборная Японии | Сборная Японии |
| Год            | Матчи          | Голы           |
| -------------- | -------------- | -------------- |
| 1958           | 2              | 0              |
| 1959           | 10             | 0              |
| 1960           | 0              | 0              |
| 1961           | 7              | 1              |
| 1962           | 7              | 1              |
| 1963           | 4              | 0              |
| 1964           | 2              | 0              |
| 1965           | 3              | 0              |
| 1966           | 0              | 0              |
| 1967           | 2              | 0              |
| 1968           | 3              | 0              |
| 1969           | 4              | 0              |
| Итого          | 44             | 2              |

Голы за сборную
| #  | Дата             | Место проведения       | Соперник      | Счет | Результат | Соревнование      |
| -- | ---------------- | ---------------------- | ------------- | ---- | --------- | ----------------- |
| 1. | 10 августа 1961  | Куала-Лумпур, Малайзия | Южный Вьетнам | 1–0  | Победа    | Турнир Мердека    |
| 2. | 21 сентября 1962 | Калланг, Сингапур      | Сингапур      | 2–1  | Поражение | Товарищеский матч |